# 新蓮浦駅
新蓮浦駅（シルリョンポえき）は朝鮮民主主義人民共和国平安南道順川市にある、朝鮮民主主義人民共和国鉄道省の駅である。

## 歴史
- 1930年11月16日：鳳下駅として開業[1]。
- 時期不明：新蓮浦駅に改称。

## 乗り入れ路線
平羅線、戴建線の計2路線が乗り入れている。

## 隣の駅
朝鮮民主主義人民共和国鉄道省
平羅線
順川駅 - 新蓮浦駅 - 殷山駅
戴建線
新蓮浦駅 - 戴建駅